# Denny Cordell
Denny Cordell (* 1943 in Buenos Aires, Argentinien; † 18. Februar 1995 in Dublin, Irland) war ein britischer Musikproduzent und Pferdezüchter.

## Leben
Cordell wuchs in England auf. Mit 21 Jahren lernte er Chris Blackwell kennen, der gerade sein Label Island Records aufbaute. Für ihn  arbeitete er als Produzent. Nachdem er begonnen hatte, mit den Moody Blues enger zusammenzuarbeiten, verließ er Island und machte sich als Produzent selbständig. Er arbeitete in den 1960er und 1970er Jahren mit bekannten Bands und Musikern wie The Move, Georgie Fame, Procol Harum (deren A Whiter Shade of Pale er im April 1967 produzierte), Manfred Mann und Joe Cocker (With a Little Help From My Friends, Coverversion des zuerst von Ringo Starr gesungenen Titels von John Lennon und dem mit Cordell befreundeten Paul McCartney). Nik Cohn bezeichnete ihn 1969 als erfolgreichsten neuen englischen Produzenten seit Mickie Most. Er gilt als Entdecker des Produzenten Tony Visconti. In den 1980er Jahren wandte er sich seinem zweiten Interessengebiet, dem Pferderennen, zu. In den 1990er Jahren arbeitete er wieder als Plattenproduzent für Island, unter anderem für die Cranberries.